# Naturpark Bayerischer Wald
Der Naturpark Bayerischer Wald umfasst ein Gebiet nördlich der Donau bis zum Grenzkamm nach Tschechien. Trägerorganisation ist der Naturpark Bayerischer Wald e. V. mit Sitz in Zwiesel. Er besteht seit 1967 und ist damit einer der ältesten Naturparks in Bayern. Nicht zu verwechseln ist er mit dem Nationalpark Bayerischer Wald.

## Lage

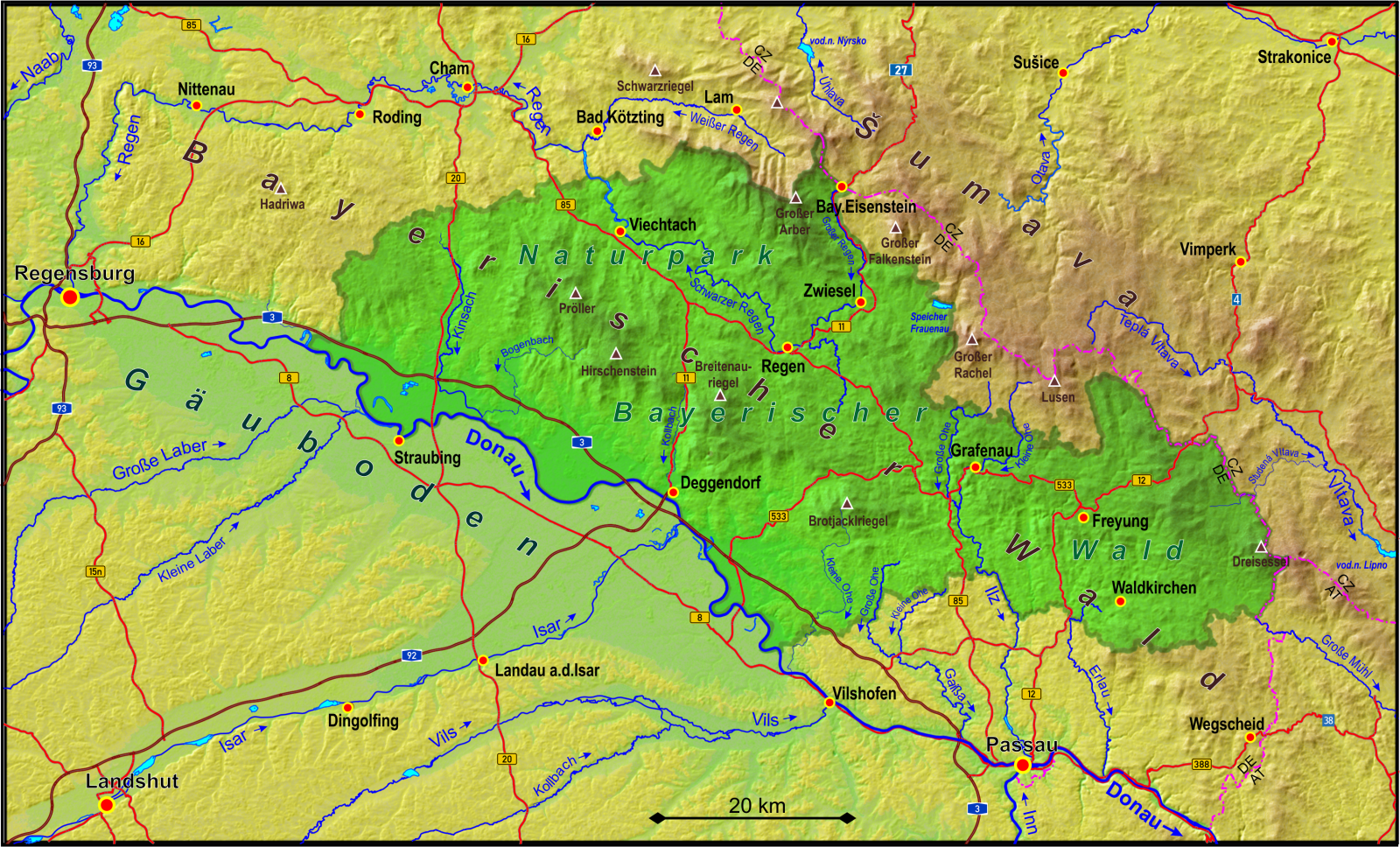
Lage und Topografie des Naturparks

Der Naturpark Bayerischer Wald liegt im Südosten der Bundesrepublik Deutschland zwischen der Donau und den Hochlagen des Bayerischen Waldes entlang der bayerisch-böhmischen Grenze. Im Osten grenzt der Nationalpark Bayerischer Wald an und im Norden der Naturpark Oberer Bayerischer Wald. Die Nachbarn auf tschechischer Seite sind das Landschaftsschutzgebiet Šumava und der Nationalpark Šumava. Im Südosten berührt das Naturparkgebiet das österreichische Mühlviertel.

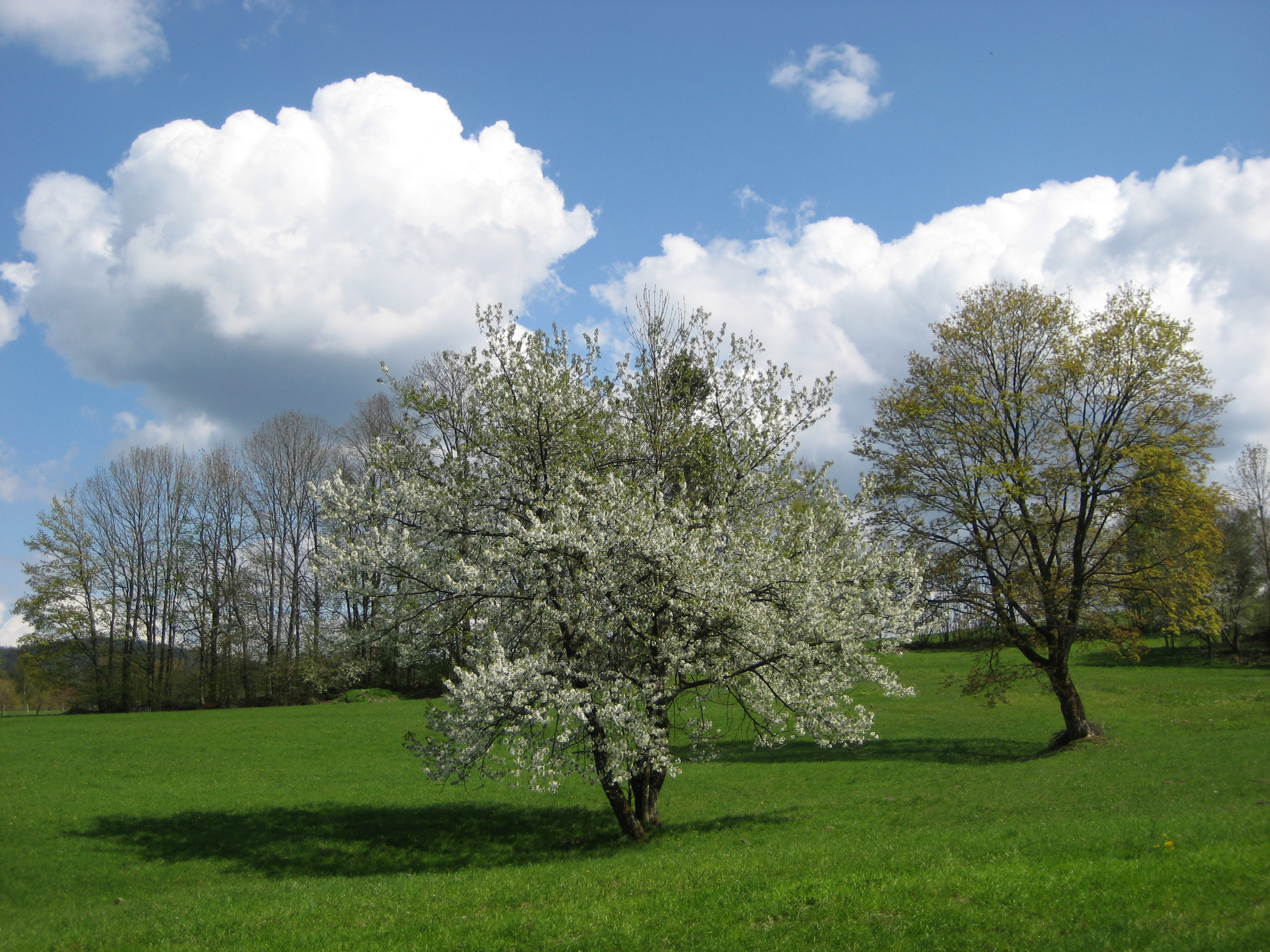
Naturpark Bayerischer Wald bei Ruhmannsfelden

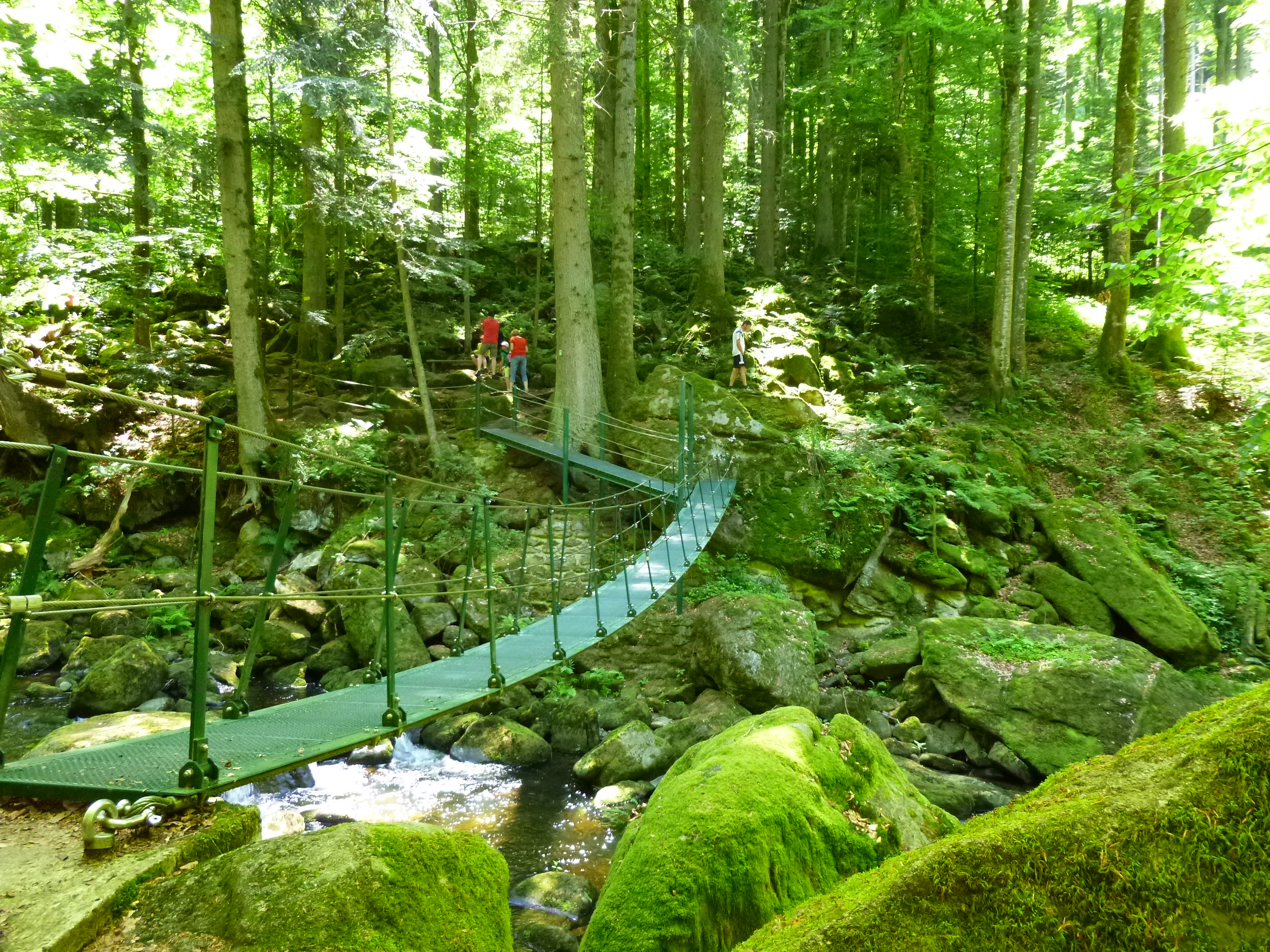
Hängebrücke in der Buchberger Leite im Naturpark

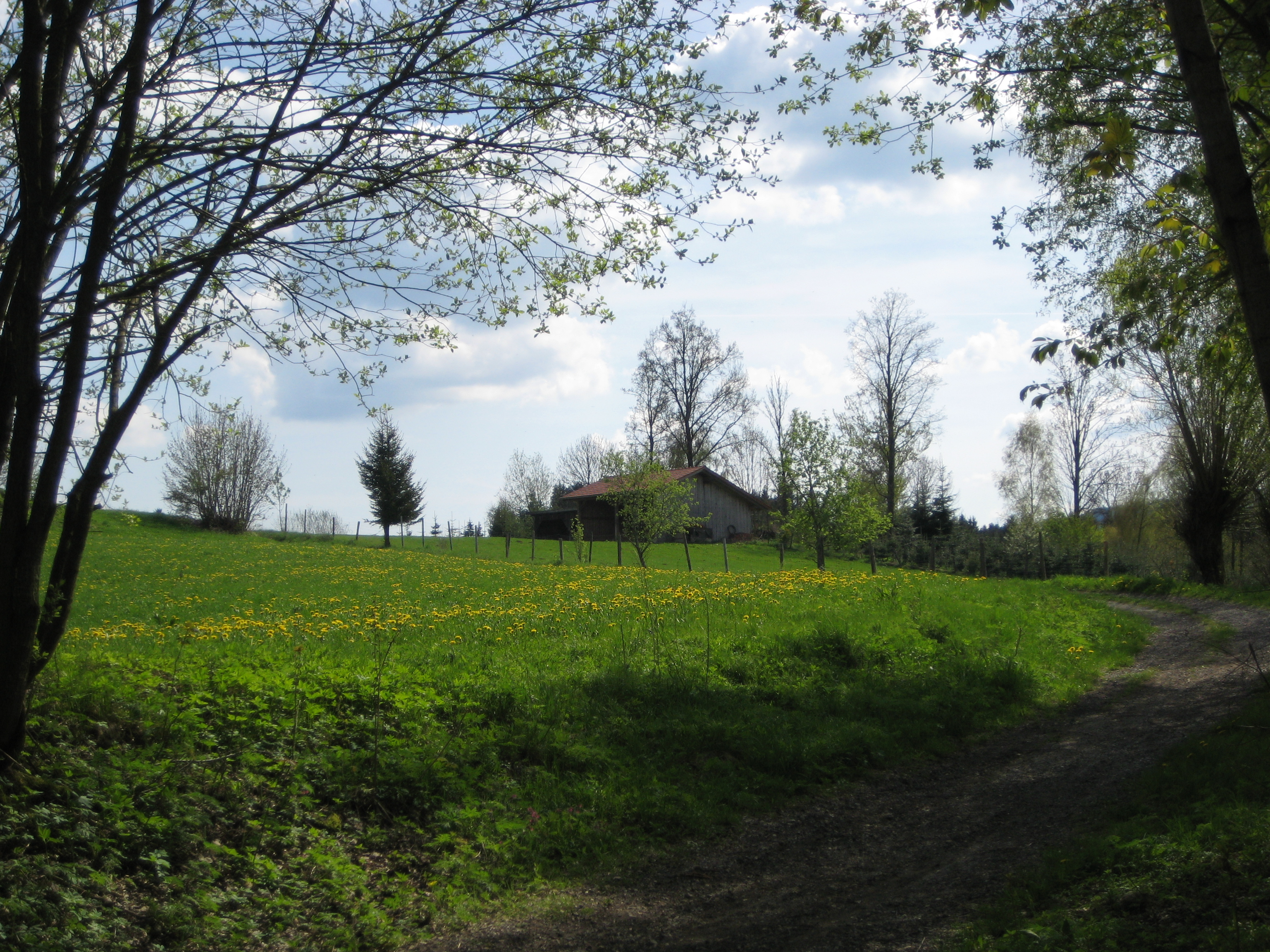
Landschaft bei Ruhmannsfelden

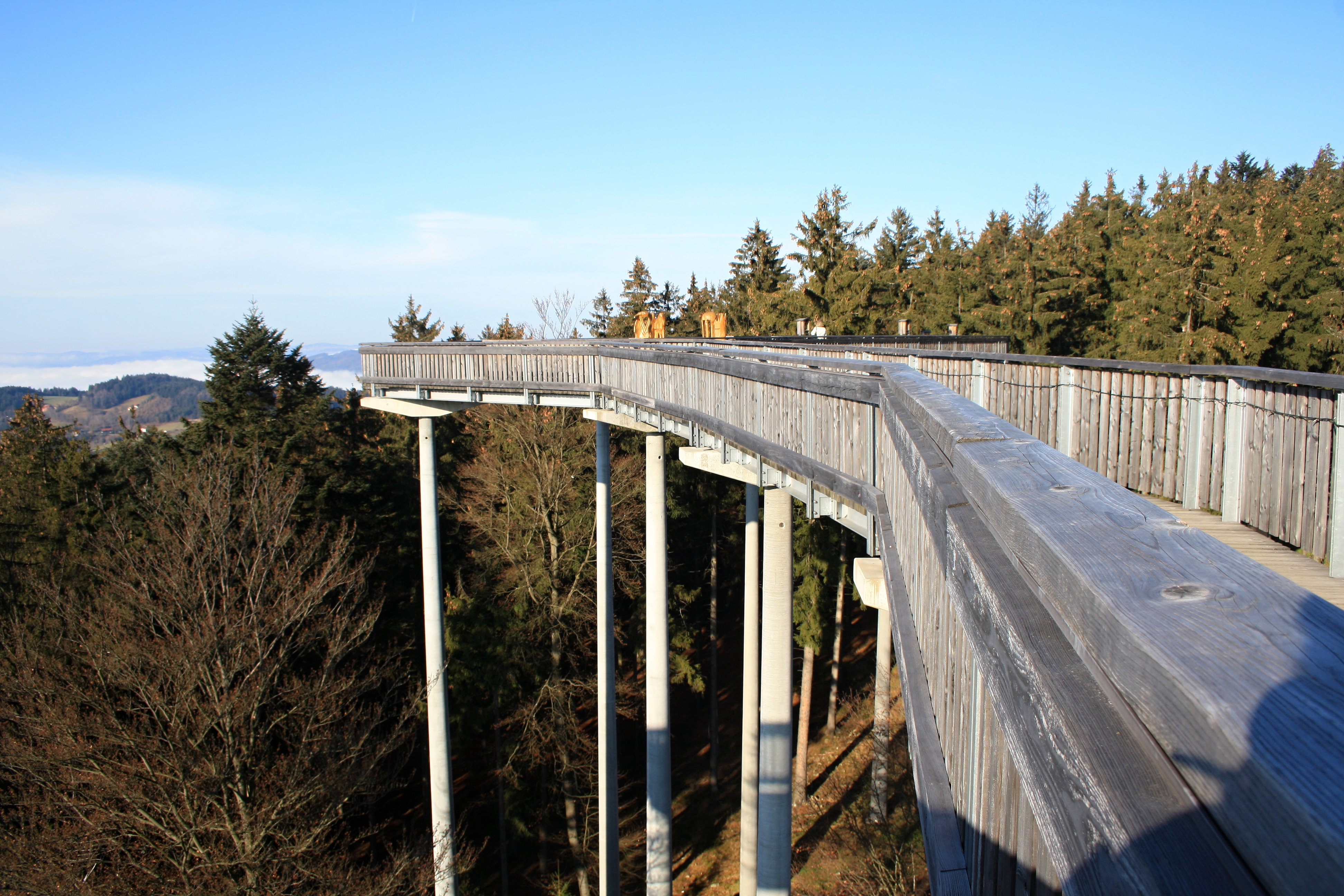
Waldwipfelweg in Sankt Englmar-Maibrunn

## Naturraum
Der Landschaftsraum des Naturparks Bayerischer Wald beginnt an der Donau auf etwa 320 m über Meereshöhe. Dort gibt es noch letzte Auwaldreste und strukturreiche Altwasserarme. Der Lallinger Winkel ist bekannt für den Streuobstanbau. Auf dem Vorwaldkamm des Bayerischen Waldes, dem sogenannten Donaugebirge, haben sich wie in den Hochlagen des Inneren Bayerischen Waldes noch letzte Exemplare des bedrohten Auerhuhnes gehalten.
Eine ökologisch sehr reichhaltige Felsformation ist der Pfahl. Er zieht sich in südöstlicher Richtung über ca. 140 km Länge von der benachbarten Oberpfalz bis nach Oberösterreich hin. Das verwitterungsresistentere Quarzgestein überragt die benachbart liegenden Gneise um einige Meter und bietet zahlreichen wärmeliebenden Tier- und Pflanzenarten Lebensraum. Im Inneren Bayerischen Wald gibt es noch strukturreiche Bergmischwälder und die typischen Hochlagen-Fichtenwälder mit Hochmooren und Schachtenflächen, die letzten Relikte der Waldweidewirtschaft.
Der Bayerische Wald zählt zu den größten geschlossenen Waldgebieten in Mitteleuropa und hat zusammen mit dem benachbarten Böhmerwald überragende Bedeutung im Natur- und Landschaftsschutz. Die teilweise noch naturnahen Wälder in der Grenzregion und die attraktive, historisch gewachsene Kulturlandschaft machen den Naturpark Bayerischer Wald zu einem wichtigen Bestandteil im Schutzkonzept für Großlandschaften.
Zahlreiche Tier- und Pflanzenarten, die im übrigen Bayern und in der Bundesrepublik sehr selten geworden oder vom Aussterben bedroht sind, finden hier letzte Rückzugsgebiete.
Fischotter und Luchs sind hier noch oder wieder heimisch. Der Flussuferläufer, eine bundesweit vom Aussterben bedrohte Vogelart, hat hier sein größtes Vorkommen außerhalb der Alpen. Weitere, ansonsten äußerst seltene und gefährdete Arten wie Eisvogel und Wasseramsel bilden gute Bestände. In einigen wenigen Bächen des Naturparkgebietes kommt auch die einst häufige Flussperlmuschel vor.
Insgesamt 18 von 19 in Bayern vorkommende Fledermausarten leben im Naturparkgebiet. Das Stollensystem des Silberberges bei Bodenmais bildet das größte Fledermauswinterquartier in Mitteleuropa, unter anderem mit mehreren hundert Exemplaren der Mopsfledermaus. Im Urwaldgebiet der Arberseewand kommen noch viele seltene, auf naturnahe und totholzreiche Wälder angewiesene Vogelarten wie der Dreizehenspecht vor. Auch der Wanderfalke verbreitet sich in den letzten Jahren wieder verstärkt.
Eine charakteristische Art der Bergwiesen des Hinteren Bayerischen Waldes ist der seltene Ungarische Enzian. Auf den Streu- und Magerwiesen des Naturparkgebietes wächst noch eine Reihe seltener Orchideenarten, darunter auch stark gefährdete wie die Holunderorchis. Die Arnika, eine immer seltener werdende Heilpflanze, hat hier einen ihrer letzten Verbreitungsschwerpunkte. Die Arberregion beherbergt einige weitere Besonderheiten. Der ca. zwei Hektar große Schwingrasen mit typischer Moorpflanzenvegetation am Westufer des eiszeitlichen Großen Arbersees besteht aus einem dichten, etwa ein bis zwei Meter mächtigen Wurzelgeflecht.
Mit 1456 m ist der Große Arber der höchste Berg im bayerisch-böhmischen Mittelgebirge. Als einziger erreicht er die von Natur aus waldfreie, subalpine Zone. Dort kommen deshalb auch viele eiszeitliche Reliktarten vor; Vögel wie die Alpenbraunelle und Pflanzen wie das Felsen-Straußgras oder der Krause Rollfarn haben dort ihr einziges Vorkommen außerhalb der Alpen.
Der Flusslauf der Ilz ist eine der letzten Wildflusslandschaften der Bundesrepublik Deutschland. Deswegen wurde er 2002/2003 zur Flusslandschaft des Jahres ausgerufen.

## Organisation
Träger des Naturparks ist ein als gemeinnützig anerkannter Verein. Neben den vier Landkreisen Regen, Freyung-Grafenau, Straubing-Bogen und Deggendorf sowie 89 Gemeinden sind etwa 70 Verbände und Vereine und ca. 270 Privatpersonen Mitglied. Es wird auf der Grundlage der Vereinssatzung, der Bayerischen Naturpark-Förderrichtlinien und der Naturpark-Verordnung gearbeitet.

## Aufgabenbereiche

### Schutz der Natur und Pflege der Landschaft
Zahlreiche Maßnahmen werden zum Schutz seltener und gefährdeter oder für die Region charakteristischer Arten, teilweise auch grenzüberschreitend zusammen mit den tschechischen Nachbarn, umgesetzt. Der Naturpark Bayerischer Wald e. V. führte in diesem Zusammenhang unter anderem das bundesweit erste Luchs-Telemetrie-Projekt durch. Insgesamt fünf mobile Wechselausstellungen informieren über die verschiedenen Artenschutzprojekte. Die Umsetzung von Landschaftsplänen wird fachlich betreut und gefördert.

### Schaffung von Erholungs- und Erlebnismöglichkeiten
Ein ausgedehntes Wanderwegenetz mit etwa 7000 km markierten Wanderwegen dient den Erholungssuchenden. Etwa 1100 km davon sind als grenzüberschreitende Fernwanderwege, zum Teil mit Gepäcktransport, angelegt. Darüber hinaus gibt es ca. 3000 km Radtourenvorschläge. In etwa 30 Gemeinden befinden sich Naturerlebnispfade, die zusammen mit 13 Infopavillons und etwa 300 im Gelände befindlichen Übersichtswanderkarten die Erholungssuchenden informieren.

### Umweltbildungs- und Öffentlichkeitsarbeit
Im Rahmen des alljährlichen Jahresbildungsprogramms und der Schulklassenbetreuungen werden einige Tausend Teilnehmer erreicht. Ein reichhaltiges, eigenes Schrift- und Medienmaterial informiert über die speziellen Teilbereiche. Als Multiplikatoren sind Natur- und Landschaftsführer unterwegs.

### Unterstützung der Regionalentwicklung
Durch Verwendung und Information über regional erzeugte Produkte und Dienstleistungen soll die Wirtschaftskraft der Region gestärkt und die Wertschöpfung erhöht werden. Der Naturpark bemüht sich damit, zum Erhalt einer über Jahrhunderte gewachsenen, bäuerlichen, kleinstrukturierten Kulturlandschaft beizutragen.

## Informationszentren
Ein weiterer Beitrag zur Bildungs- und Öffentlichkeitsarbeit ist das grenzüberschreitend errichtete Infozentrum Grenzbahnhof in Bayerisch Eisenstein. Dort wird in einer dreisprachigen Ausstellung über die benachbarten Großschutzgebiete in der Region informiert.
Die Pfahlinfostelle in Viechtach gibt nähere Informationen über das weltweit einmalige geologische Phänomen des Quarzpfahls.
Die Naturpark-Infostelle im Würzingerhaus in Außernzell bietet Informationen über die Naturparkarbeit allgemein und über die nährstoffarmen Kiefernwälder am Forchenhügel mit ihrer speziellen Vegetation.
In der Infostelle im Bahnhof von Bogen werden Informationen zu den Themen Donau, Donaurandbruch und zum Bogenberg bereitgestellt. In der 2006 eröffneten Ausstellung stehen Geologie sowie Tier- und Pflanzenwelt im Vordergrund. Außerdem werden der Landschaftsraum des Naturparkgebiets von der Donau bis zum Grenzkamm des bayerisch-böhmischen Grenzgebirges sowie die Unterschiede zum benachbarten Nationalpark kurz vorgestellt.
Mit der Eröffnung der Ilz-Infostelle im Schloss Fürsteneck im Oktober 2008 hat der Naturpark sein Ziel erreicht, in jedem der vier Mitgliedslandkreise mindestens mit einer Infostelle vertreten zu sein.

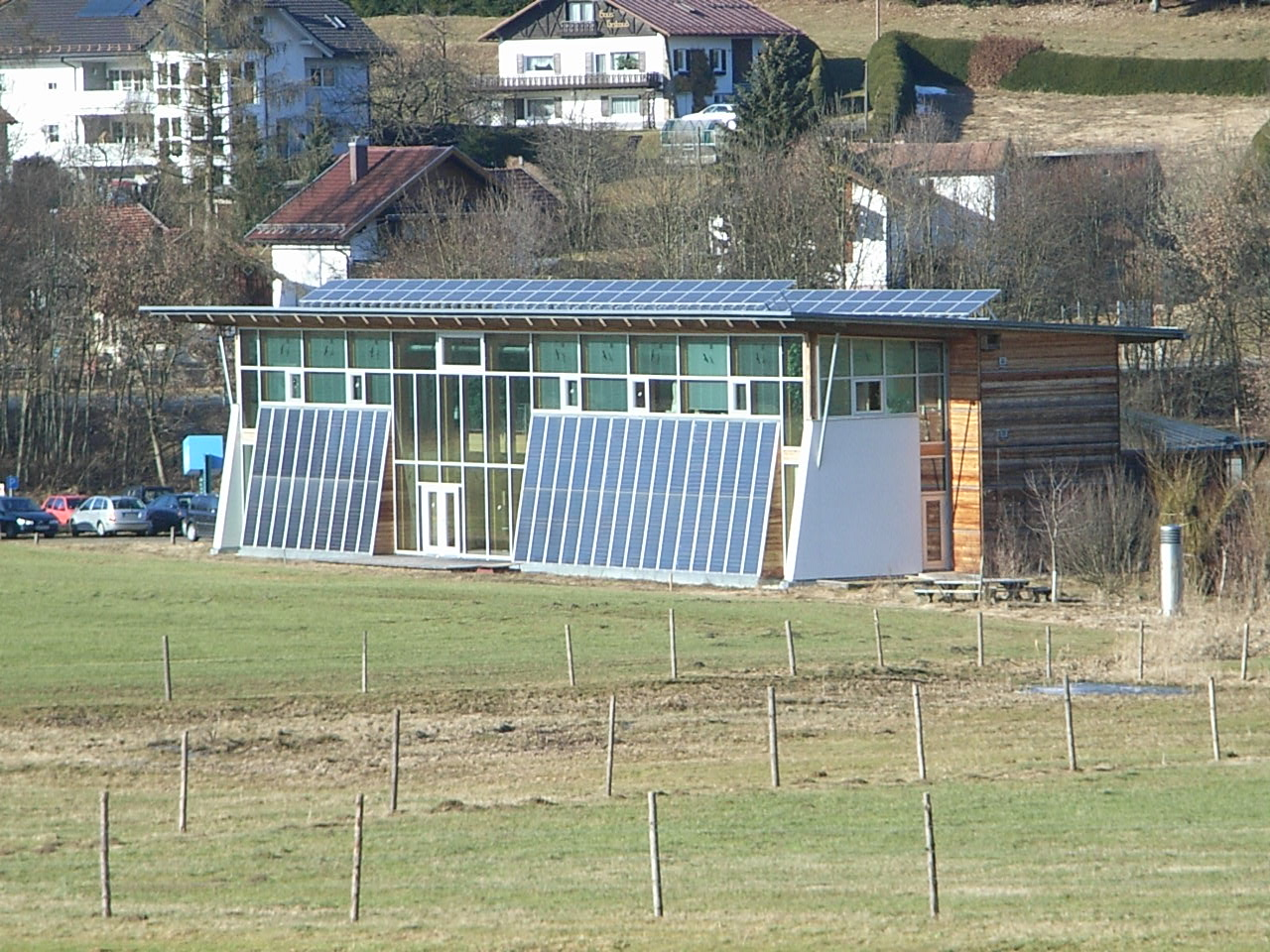
Das Naturparkhaus in Zwiesel

Im Februar 2002 wurde ein eigenes Naturpark-Informationshaus am südlichen Ortsrand von Zwiesel geschaffen. Der optimierte Holzrahmenbau mit Spezialfenstern wurde überwiegend mit Baustoffen aus der Region errichtet. Durch einen optimalen Einsatz von Dämmstoffen, Fenstern und Bauteilen kann das Gebäude ganzjährig ausschließlich solar beheizt werden. Entscheidend trägt dazu ein 110 m² großer, thermischer Solarkollektor und ein mit ca. 21.000 Liter Wasser gefüllter Großpufferspeicher im Gebäude bei. Ein im Erdboden verlegter, der Lüftungsanlage vorgeschalteter, Erdwärmekollektor reduziert ebenfalls den Energieverbrauch.
Eine 10-kWp-Photovoltaikanlage auf dem Dach des Gebäudes erzeugt mehr als die Hälfte des benötigten Stroms. Weitere Maßnahmen wie Tageslichtsteuerung und Anwesenheitsschaltung und die Auswahl der Beleuchtungskörper tragen zur Minimierung des Stromverbrauchs bei.
Das gesamte Gebäude ist im Rahmen eines Forschungsprojektes ökobilanziert und von den Baumaterialien bis hin zur Einrichtung auf Recyclingfähigkeit optimiert.
Neben einer Besuchertheke gibt es Informationen über die Haustechnik, eine Dauerausstellung über den Naturpark Bayerischer Wald sowie einen Vortrags- und Medienraum. Im Obergeschoss des Gebäudes ist die Geschäftsstelle des Naturparks Bayerischer Wald e. V. untergebracht und neben einer kleinen Bücherei ist auch ein Raum für Sonderausstellungen vorhanden.